# Horst Köppel
Horst Köppel (Stoccarda, 17 maggio 1948) è un allenatore di calcio ed ex calciatore tedesco, di ruolo centrocampista o attaccante.

## Palmarès

### Giocatore

#### Club

##### Competizioni nazionali
- Campionato tedesco: 5

Borussia Mönchengladbach: 1969-1970, 1970-1971, 1974-1975, 1975-1976, 1976-1977
- Coppa di Germania: 1

Borussia Mönchengladbach: 1972-1973

##### Competizioni internazionali
- Coppa UEFA: 1

Borussia Mönchengladbach: 1974-1975

#### Nazionale
- Campionato d'Europa: 1

Belgio 1972

### Allenatore
- Coppa di Germania: 1

Borussia Dortmund: 1988-1989
- Supercoppa di Germania: 1

Borussia Dortmund: 1989